# ناصر الزفزافي
ناصر الزفزافي من مواليد 4 نونبر 1978 في مدينة الحسيمة، هو ناشط مغربي وأحد قادة الحِراك الشعبي المسمى (حراك الريف) الذي طالبَ بمشاريع تنموية اجتماعية واقتصادية، وانتقدَ بشدة سياسة الحكومة والسلطات العمومية. اعتُقل ناصر يوم 29 مايو/أيّار 2017 وحُكم عليهِ بالسجن عشرون سنة.

## المولد والنشأة
ولد ناصر الزفزافي عام 1978 بمدينة الحسيمة شمال المغرب بحي الميناء وهو حي شعبي. ينحدر من أسرة محافظة، ومن عائلة سياسية تقلد بعض أفرادها مناصب في عهد قائد الثورة ضد الاحتلالين الإسباني والفرنسي ما بين 1921 و1926 المجاهد محمد بن عبد الكريم الخطابي[بحاجة لمصدر]. ينتمي الزفزافي إلى قبيلة آيت ورياغل التي تُعتبر إحدى أهم قبائل الريف، وهي قبيلة الخطابي نفسها. بخصوص الدراسة والتكوين فتشير بعض وسائط التواصل الاجتماعي إلى أن الزفزافي توقف عند مستوى التعليم الثانوي.[بحاجة لمصدر] التوجه الأيديولوجي للزفزافي غير محدد، لكنه يُحب أن يعرف نفسه بكونه ينهل من التراث السياسي للخطابي المبني على فكرة «التحرر من الاستعباد والظلم».

## الوظائف والمسؤوليات
عمل الزفزافي في مهن بسيطة، حيث اشتغل في قطاع الحراسة الأمنية الخاصة، وافتتح محلا لإصلاح الهواتف المحمولة اضطر لإغلاقه بعد تلقيه إشعارا بضريبة تقدر بستة ملايين سنتيم مغربية (نحو ستة آلاف دولار)، بحسب ما نشرته صحف مغربية. كما اشتغل بالقطاع الفلاحي.

## الزفزافي وحراك الريف
حرصَ الزفزافي على المشاركة في احتجاجات سابقة بمنطقة الحسيمة المغربية، وعُرف محليًا بكونه ناشط سياسي في وسائل التواصل الاجتماعي، غير أن نجمه لمع في ما عُرف بحراك مدينة الحسيمة إثر مقتل بائع السمك محسن فكري يوم 28 أكتوبر/تشرين الأول 2016. تميّز الزفزافي خلال المظاهرات بإلقائه خطبًا حماسية باللغة الأمازيغية المحلية «تاريفيت» واللغة العربية، انتقد فيها بشدة ممارسات السلطات المغربية وما وصفها بسياسة التهميش التي تعاني منها الحسيمة. كما بث الزفزافي فيديوهات عدة على وسائل التواصل الاجتماعي وجه فيها انتقادات لاذعة للوزراء وللنخب المحلية والمنتخبين والعمال والولاة، مؤكدًا أنهم فقدوا مصداقيتهم أمام الشارع الغاضب. طالب المحتجون في المدينة بوقف ما يسمونها سياسة حرمان الحسيمة ومنطقة الريف من مشاريع إنتاجية أساسية، ومحاربة الفساد وخاصة بقطاع الصيد البحري الذي يعد النشاط الاقتصادي الأبرز بالمدينة، بالإضافة إلى وضع ركائز للنهوض الفلاحي بالمنطقة ودعم الفلاحين الصغار. الحكومة المغربية من جهتها نفت التهم التي يوجهها إليها المحتجون، مؤكدة أنها لا تميّز في سياساتها التنموية بين منطقة وأخرى، وأن للحسيمة ممثليها في البرلمان وفي المجالس البلدية من أبناء المدينة وهم مسؤولون عن التنمية المحلية تحت مراقبة المواطنين والسلطة. كما تؤكد أنها حرصت على فك العزلة عن الحسيمة ومنطقة الريف بإنشاء طريق ساحلية تربط ما بين مدينة طنجة في أقصى شمال غرب المملكة ومدينة الناظور في الشرق، كما أن للمدينة مطارًا، وأنه تم تجديد الطريق الوطنية التي تربط الحسيمة بالمدن الأخرى. وبسبب سلاسة أسلوبه، استطاع الزفزافي أن يستقطب تأييد الآلاف بجهة الحسيمة وخارجها، حيث كان يحضر الآلاف في المسيرات الاحتجاجية التي كان يقودها، كما ظلت فيديوهاته تحظى بمتابعة حثيثة على وسائل التواصل الاجتماعي المختلفة. وأصبحت تحركاته بالشارع تحظى بحماية محبيه، وهو الذي سبق أن صرح لصحيفة لوموند الفرنسية يوم 28 أبريل/نيسان 2017 بأنه تعرض لاعتداءات عدة، كان بينها اعتداء بالسلاح الأبيض في ديسمبر/كانون الأول 2016[بحاجة لمصدر]. وبحسب ما صرح به للصحيفة الفرنسية ذاتها، فقد وصلته عشرات رسائل التهديد على هاتفه المحمول. يلقبه محبوه بـأمغار ناريف وتعني «قائد الريف»، غير أن اتهامات عديدة وجهت له من بينها أنه كان عنيفا في خطاباته أثناء المسيرات الاحتجاجية، وأنه أبعد كثيرا من أنصار حراك الريف عن تصدر المشهد ليصبح هو أيقونة الحراك.

### اعتقاله

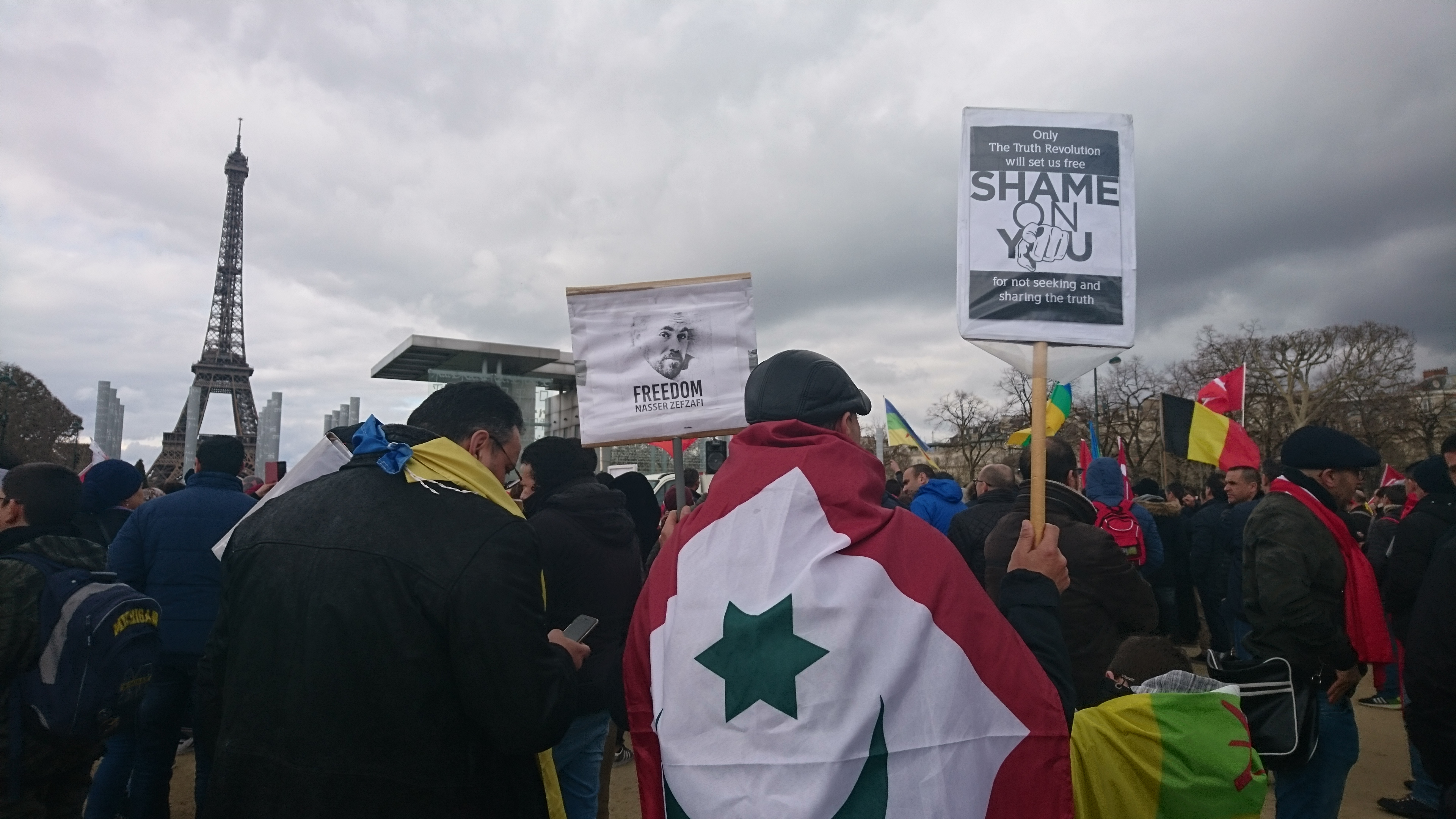
وقفة بباريس للمطالبة بإطلاق سراح معتقلي حراك الريف بما في ذلك ناصر الزفزافي من أمام برج إيفل

#### 2017
بحلول 29 مايو 2017؛ أعلنت الشرطة المغربية أنها أوقفت الزفزافي، ونقلت وكالة الأنباء الفرنسية عن مصدر حكومي قوله لقد «أُوقف الزفزافي»، دون أن يضيف أي تفاصيل عن ملابسات أو مكان توقيفه. وظلت قوات الأمن المغربية تبحث عن ناصر الزفزافي منذ يوم الجمعة الموافق لـ 26 مايو/أيار 2017 بتهمة مقاطعة إمام مسجد أثناء إلقائه خطبة الجمعة، واتهمته «بإهانة خطيب» مسجد محمد الخامس و«إلقاء خطاب استفزازي». وأظهر شريط فيديو الزفزافي وهو ينتقد بشدة إمام المسجد وفكرة أن تعمم وزارة الأوقاف خطبة الجمعة على الخطباء. وهاجم الزفزافي الإمام ووصفه بالكاذب، حيثُ ذكر: «يقولون لنا الفتنة .. هناك شباب لا يجدون قوت يومهم وهناك شباب هجروا خارج البلد»، وتابع أن «الفتنة هي مهرجانات الموسيقى – في إشارة لمهرجان موازين ... الفتنة هي الأجساد العارية التي تبث على قنوات الدولة التي تتكلم عن نفسها أنها إسلامية.» وكان وزير الشؤون الإسلامية أحمد التوفيق قال لوكالة الأنباء الفرنسية إن الزفزافي «أثار البلبلة أثناء الصلاة وأهان خطيب مسجد محمد الخامس ... ما قام به صباح اليوم هو عمل غير مسبوق ... إنها جريمة خطرة.» بعد اعتقاله؛ ذكرت الجمعية المغربية لحقوق الإنسان «إن إصرار الإمام على تعبئة المصلين ضد المظاهرات هو الذي أثار غضب ناشطي الحراك الحاضرين وخصوصا ناصر الزفزافي الذي رأى أنه "مستهدف بشكل مباشر بهذه الخطبة.» ويؤكد مؤيدون للزفزافي أن الخطبة كانت مجرد حجة لاعتقاله، إذ إن اسمه كان مطلوبا منذ بروزه قائدًا لحراك الريف وحضوره المستمر في بعض وسائل الإعلام ومواقع التواصل الاجتماعي. وقد اختفى الزفزافي عن الأنظار بعد سعي الشرطة لاعتقاله عقب حادثة خطبة الجمعة، وبث شريط فيديو على موقع فيسبوك دعا فيه السكان إلى «السير إلى جانبه» لكن بطريقة سلمية دائما. جديرٌ بالذكر هنا أنّ الشرطة كانت قد اعتقلت 22 شخصًا يشكلون نواة الحراك حسب أرقام رسمية لكن محاميا تحدث عن اعتقال 70 شخصًا، ونُظمت في مدينة الحسيمة ومدن مغربية أخرى مظاهرات احتجاجية تضامنية مع ناصر الزفزافي وحراك الريف، ووجهت بتدخلات لقوات الشرطة.

#### 2018
في يوم 26 يونيو 2018؛ قضت هيئة الحكم المكلفة بالنظر بملف معتقلي أحداث الحسيمة بغرفة الجنايات بمحكمة الاستئناف بالدار البيضاء، مساء اليوم الثلاثاء، بالحكم على ناصر الزفزافي بـ 20سنة سجنا نافذة، حيث كانت المحكمة قد وجهت له تهم «تدبير مؤامرة للمس بسلامة الدولة الداخلية، والمشاركة في ارتكاب جناية المس بسلامة الدولة الداخلية عن طريق التحريض بارتكاب اعتداء الغرض منه إحداث التخريب والتقتيل في أكثر من منطقة.» كما وجهت له تهمة المشاركة في جنح «المس بالسلامة الداخلية عن طريق تسلّم مبالغ وهبات وفوائد أخرى مخصصة لتسيير وتمويل نشاط ودعاية من شأنها المساس بوحدة المملكة المغربية وسيادتها، وزعزعة ولاء المواطنين للدولة المغربية، بالإضافة لتهمة إهانة هيئة منظمة ورجال القوة العموميّة أثناء قيامهم بمهامهم، وكذا التحريض علنا ضد الوحدة الترابية للمملكة.»

#### 2019
في 1 نونبر 2019 انتشر على وسائل التواصل الاجتماعي تسجيل صوتي لناصر الزفزافي مدته ساعة و26 دقيقة، مسرب من سجن راس الما بفاس، أكد والده صحته، صرح فيه بتفاصيل التعذيب التي تعرض لها أثناء الاعتقال وفترة الاستنطاق. صرح الزفزافي بأن الفرقة التي اعتقلته «أشبعته ضرباً وسباً، قبل أن يقوموا بتكبيل يديه من الخلف وإسقاطه أرضاً، ليقوموا بعد ذلك بالتبول عليه وإسقاط سرواله وإدخال عصا في دبره» وأضاف بأن «أحد عناصر الفرقة التي اعتقلته قد قام بإخراج قضيبه ووضعه على وجهه، وطيلة فترة تعذيبه كانت عناصر الفرقة التي اعتقلته يأمرونه بأن يقول عاش الملك». في نفس التسجيل أدان الزفزافي حادثة حرق العلم المغربي في باريس خلال المظاهرة التضامنية مع حراك الريف في 26 أكتوبر 2019 بباريس. بينما كذبت الشرطة ومندوبية السجون المغربيتان ما ورد في التسجيل، طالبت جمعيات حقوقية مغربية ودولية بالتحقيق خصوصا وأن المجلس الوطني لحقوق الإنسان سبق له أن أشار إلى تعرض معتقلي حراك الريف لخروقات حقوقية.
أدى التسجيل إلى اتخاذ مندوبية السجون إجراءات عقابية ضد موظفي سجن راس الما وتشديد السجن إلى الحبس الانفرادي لمجموعة حراك الريف. صرح أحمد الزفزافي، أب ناصر، في 4 نونبر 2019 باستمرار تعرض المجموعة للتعذيب، في تصريحات ردت عليها مندوبية السجون بالنفي والتكذيب.

### تخليه عن الحراك
في 22 أبريل 2021 أعلن عن تخليه عن مسؤولياته في الحراك الذي انطلق عام 2016، للمطالبة بتنمية منطقة الريف شمالي البلاد. حيث جاء في رسالة نشرها والده أحمد الزفزافي عبر صفحته على «فيسبوك»: «تنحيت عن المسؤولية الجسيمة التي فرضتها علي الظرفية حينها وباركتها الجماهير الحرة حتى أترك المجال لغيري علهم سينجحون فيما فشلت فيه». وقال: «لقد تحملت المسؤولية كناشط في حراك الريف، وكنت دائما حريصا على أن أرى أبناء جلدتي كالبنيان المتراص، لا كما يريد لهم أعداء الريف (لم يحددهم)». وأضاف: «لكن تبخرت أحلامي واصطدمت مع صراعات الجاهلية التي ما كانت لتكون لولا نية المهووسين بالزعامة والشهرة وحب الذات».